# Mataró (Gerichtsbezirk)
Der Gerichtsbezirk Mataró ist einer der 25 Gerichtsbezirke in der Provinz Barcelona.
Der Bezirk umfasst 17 Gemeinden auf einer Fläche von 179,40 km² mit dem Hauptquartier in Mataró.

## Gemeinden
| Gemeinde                  | Einwohner (2024) | Fläche km² | Dichte Einw./km² | Cod INE | Postleitzahl |
| ------------------------- | ---------------- | ---------- | ---------------- | ------- | ------------ |
| Alella                    | 10.217           | 9,68       | 1.055            | 08003   | 08328        |
| Argentona                 | 12.844           | 25,26      | 508              | 08009   | 08310        |
| Cabrera de Mar            | 5.018            | 9,02       | 556              | 08029   | 08349        |
| Cabrils                   | 7.767            | 6,99       | 1.111            | 08030   | 08348        |
| Caldes d’Estrac           | 3.259            | 0,74       | 4.404            | 08032   | 08393        |
| Dosrius                   | 6.142            | 40,78      | 151              | 08075   | 08319        |
| El Masnou                 | 24.479           | 3,21       | 7.626            | 08118   | 08320        |
| Mataró                    | 131.798          | 22,30      | 5.910            | 08121   | 08301–08304  |
| Òrrius                    | 805              | 5,62       | 143              | 08153   | 08317        |
| Premià de Dalt            | 10.594           | 6,54       | 1.620            | 08230   | 08338        |
| Premià de Mar             | 28.951           | 1,96       | 14.771           | 08172   | 08330        |
| Sant Andreu de Llavaneres | 11.933           | 11,86      | 1.006            | 08197   | 08392        |
| Sant Vicenç de Montalt    | 6.712            | 7,90       | 850              | 08264   | 08394        |
| Teià                      | 6.818            | 6,72       | 1.015            | 08281   | 08329        |
| Tiana                     | 9.305            | 7,94       | 1.172            | 08282   | 08390–08391  |
| Vilassar de Dalt          | 9.281            | 8,92       | 1.040            | 08214   | 08339        |
| Vilassar de Mar           | 21.162           | 3,96       | 5.344            | 08219   | 08340        |
| Gerichtsbezirk Mataró     | 307.085          | 179,40     | 1.712            | –       | –            |